# Cyclocephala isabellina
Cyclocephala isabellina är en skalbaggsart som beskrevs av Höhne 1923. Cyclocephala isabellina ingår i släktet Cyclocephala och familjen Dynastidae. Inga underarter finns listade i Catalogue of Life.